# اعتكاف
الاعتكاف هو الانقطاع عن الاشتغال بالخلق، وتفريغ القلب من أمور الدنيا، والاشتغال بالله وحده سبحانه، والتفكر في تحصيل مراضيه وما يقرب منه، فيصير أنسه بالله بدلا عن أنسه بالخلق

## معنى الاعتكاف
الاعتكاف في اللغة هو لزوم الشيء وحبس النفس عليه برا كان أو غيره، قال اللّه تعالى في القرآن: ﴿إِذْ قَالَ لِأَبِيهِ وَقَوْمِهِ مَا هَذِهِ التَّمَاثِيلُ الَّتِي أَنْتُمْ لَهَا عَاكِفُونَ ۝٥٢﴾ [الأنبياء:52].
أما معنى الاعتكاف اصطلاحاً فهو لزوم مسجد لعبادة الله تعالى من شخص مخصوص على صفة مخصوصة تقرباً إلى الله تعالى.

## ألفاظ ذات صلة
- الخلوة فيكون المعتكف في خلوة فينفرد بنفسه مع عبادته منقطعاً عن الآخرين، وقد لا ينفرد المعتكف بنفسه ويكون في مكان معدّ للاعتكاف.
- الرّباط وهو الحراسة أو المقام في الثّغور للدفاع عن الحدود ولدفع الشّر عن المسلمين ويكون الرّباط في المساجد أيضاً، وكما أن الاعتكاف يكون في الثّغور أيضاً.
- الجوار أو المجاورة وهو الملاصقة في السّكن، ويسمّى الاعتكاف جواراً، لحديث عائشة  في وصف اعتكاف الرسول محمد ﷺ: «وهو مجاورٌ في المسجد»، وحديث أبي سعيدٍ : «قد بدا لي أن أجاور هذه العشر الأواخر ، فمن كان اعتكف معي فليثبت في معتكفه».[4]
وكانت سنة السلف الهجرة إلى الحرمين ومجاورتهما لطلب العلم والتعبد ونيل الثواب والبركة من الله والمجاورة تطلق على الإقامة بمكة مطلقا، من غير الالتزام بشرائط الاعتكاف الشرعي.[5]
قال ابن القاسم[6] يصف المجاورة: ‍وإنما جوار مكة أمر يتقرب به إلى الله مثل الرباط والصيام وقال مالكٌ: ‍الاعتكاف والجوار سواءٌ إلاّ من نذر، مثل جوار مكّة، يجاور النّهار، وينقلب اللّيل إلى منزله، قال: فمن جاور مثل هذا الجوار الّذي ينقلب فيه اللّيل إلى منزله ، فليس عليه في جواره صيامٌ . فالجوار على هذا أعمّ من الاعتكاف ، لأنّه يكون في المسجد وغيره، ويكون مع الصّيام وبدونه.[7] وصار لقب «جار الله» يقال لمن يقيم مجاوراً للكعبة.[8]
- العكوف مصطلح يطلقه البعض على الاعتكاف المحرم في الشريعة الإسلامية والعكوف هو البقاء والمجاورة عند شجرة أو حجر، تمثال أو غير تمثال، أو العكوف والمجاورة عند قبر نبي، أو غير نبي، أو مقام نبي أو غير نبي، تعظيماً له أو إلتماساً للشفاعة أو البركة أو الشفاء من صاحبه، وبهذا المعنى يكون العكوف شرك وهو من الكبائر التي تخرج العاكف من ملة الإسلام، وبإجماع علماء المسلمين يكون مستحقاً للخلود في العذاب إذا مات على هذا الفعل مستدلين بقول الله تعالى:﴿إِنَّ اللَّهَ لَا يَغْفِرُ أَنْ يُشْرَكَ بِهِ وَيَغْفِرُ مَا دُونَ ذَلِكَ لِمَنْ يَشَاءُ وَمَنْ يُشْرِكْ بِاللَّهِ فَقَدْ ضَلَّ ضَلَالًا بَعِيدًا ۝١١٦﴾ [النساء:116]،[9]

## الاعتكاف والزهد
ارتبط مفهوم الاعتكاف بمفهوم الزهد فنجد كثيراً من قصص العباد الذين يقضون حياتهم عاكفين على العبادة أنهم كانوا من الزهاد ومن الأمثلة المشهورة قصة العابد جريج التي رواها عمران بن الحصين عن النبي محمد وهناك رواية عن أبي هريرة في الصحيحين عن قصته، وجريج كان رجلاً معتكفاً على العبادة في صومعة (مكان يتخذه الرهبان للعبادة) وفي قصته دليل أخر على وجود الاعتكاف في الشرائع السابقة، ونذكر أيضاً من التابعين الذين اشتهروا بالعبادة والمجاورة والزهد سعيد بن المسيب وسعيد بن جبير وغيرهم كثر[بحاجة لمصدر].

## تاريخ الاعتكاف

مظاهر اعتكاف

### في الشرائع القديمة
الاعتكاف عبادة معروفة في الشرائع السابقة، ويدل لذلك قول الله في القرآن: ﴿وَإِذْ جَعَلْنَا الْبَيْتَ مَثَابَةً لِلنَّاسِ وَأَمْنًا وَاتَّخِذُوا مِنْ مَقَامِ إِبْرَاهِيمَ مُصَلًّى وَعَهِدْنَا إِلَى إِبْرَاهِيمَ وَإِسْمَاعِيلَ أَنْ طَهِّرَا بَيْتِيَ لِلطَّائِفِينَ وَالْعَاكِفِينَ وَالرُّكَّعِ السُّجُودِ ۝١٢٥﴾ [البقرة:125].
وقال الله في كتابة عن السيدة مريم: ﴿فَاتَّخَذَتْ مِنْ دُونِهِمْ حِجَابًا فَأَرْسَلْنَا إِلَيْهَا رُوحَنَا فَتَمَثَّلَ لَهَا بَشَرًا سَوِيًّا ۝١٧﴾ [مريم:17]، وقال: (كُلَّمَا دَخَلَ عَلَيْهَا زَكَرِيَّا الْمِحْرَابَ وَجَدَ عِندَهَا رِزْقاً). ويظهر من معنى الآية أن السيدة مريم كانت تعتكف في محرابها.
أما حديث ابن عمر أن أباه سأل النبي فقال: ‍كنتُ نذرت في الجاهلية أن أعتكف ليلةً في المسجد الحرام. فقال النبي له "أوفِ بنذرك". فدليل واضح أن الاعتكاف كان معروفاً في الجاهلية قبل الإسلام، كما يدل الحديث على أنه كان في الجاهلية بقايا من دين إبراهيم.

### الاعتكاف في المسيحية
ذكر الاعتكاف عند المسيحيين في كتابهم المقدس في سفر يوئيل النبي «قدسوا صوماً، نادوا باعتكاف» ويذكر أن السيد المسيح في صومه، كان معتكفًا على الجبل. الاعتكاف في المسيحية هو انقطاع الإنسان للعبادة في سرية.
ويشرح البابا شنوده الثالث حال المسيحي عندما يعتكف وهو صائم، أن الصائم في نسكه وجوعه، قد يكون في حالة من الضعف، لا تساعده علي بذل مجهود، وينصح الصائم بالاعتكاف فعندما تصمت ولا تجد من تكلمه، ستتكلم الله. فالكلام يعطل الصائم عن الصلاة والهذيذ والتأمل، والمقابلات والزيارات تمنع تفرغه لله، وربما توقعه في أخطاء.

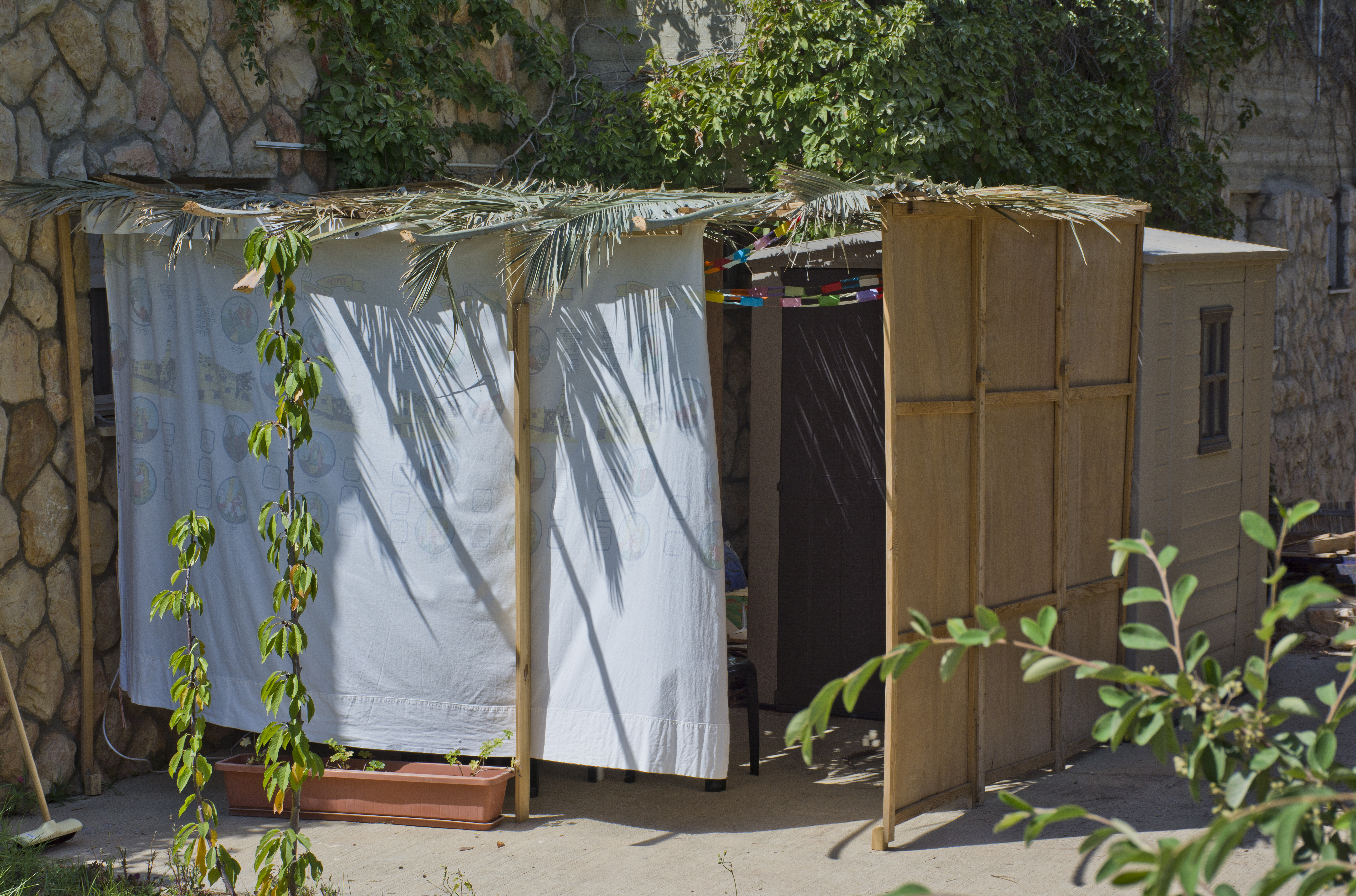
نموذج لخيمة السعف التي تبنى في عيد أيام المظلة

### الاعتكاف عند اليهود
اليهود هم أيضاً عرفوا الاعتكاف، كما أن عندهم عيد يسمى يسمونه بـ «أيام المظلة» وهو يبدأ في الخامس عشر من شهر تشرين حسب التقويم العبري ويستمر ثمانية أيام ويأتي بعد عيد الغفران، في هذا العيد يحاسب الإنسان نفسه على ماقدمت وأخرت، ومظاهر احتفالهم بهذا العيد هي أن يقيموا في مظال مصنوعة من أغصان الأشجار والنخيل في الساحات أو الشوارع أو على أسطح المنازل أو التلال المحيطة بأورشليم، والهدف هو أن يتذكر شعب الله حياتهم في برية سيناء لمدة أربعين عاماً، وحياتهم في الأكواخ المتناثرة، ويعتبرونها فرصة للتخلي عن الحياة اليومية الروتينية، وفترة يعيش فيها الجميع سواسية في الخيام لا فرق بين غني وفقير، وتغلق العديد من المحلات والمؤسسات أبوابها طيلة أيام العيد، فيما يعمل بعضها نصف دوام.

### الاعتكاف عند المسلمين

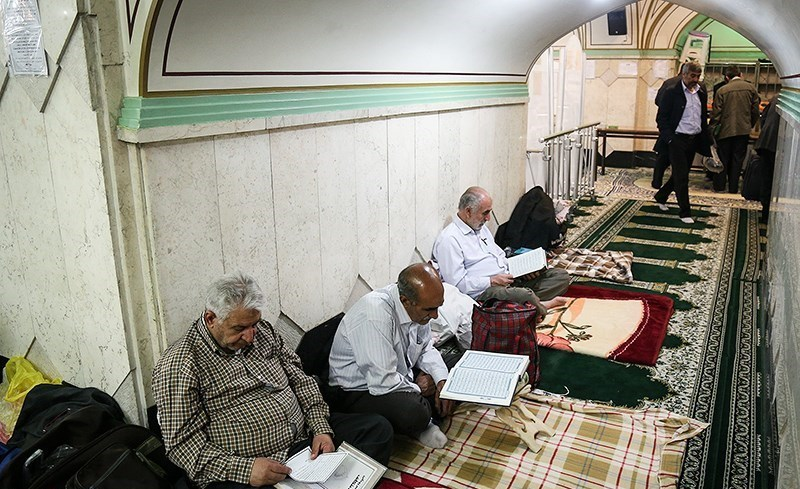
صورة لمعتكفين يقرأون القرآن

ويقصد بالاعتكاف بالشريعة الإسلامية المكث في المسجد بقصد التعبّد للّه وحده. وهو سنة مؤكدة عن النبي محمد، ورد ذلك في كثير من الأحاديث النبوية منها: «عَنْ أبي هُريرةَ، رضي اللَّه عنهُ، قالَ: كانَ النبيُّ صَلّى اللهُ عَلَيْهِ وسَلَّم يَعْتَكِفُ في كُلِّ رَمَضَانَ عَشَرةَ أيَّامٍ، فَلَمًا كَانَ العَامُ الَّذِي قُبًضَ فِيهِ اعْتَكَفَ عِشرِينَ يَوْماً». ويستدل من الحديث «استحبابُ اعتكافِ العَشرِ الأواخِرِ مِن رَمَضانَ وفيه جوازُ الاعتكافِ في العَشرِ وفي غَيرِ العَشرِ»
أما عن المكث في المسجد بقصد التعبّد للّه وحده، فهو مشروع قرآناً وسنة وإجماعاً. ويبدو أنَّ الإسلام قد شرّع الاعتكاف ليكون وسيلة موقوتة وعبادة محدودة تؤدى بين حين وآخر، لتحقيق نقلة إلى رحاب اللّه يعمّق فيها الإنسان صلته بربِّه ويتزود بما تتيح له العبادة من زاد، ليرجع إلى حياته الاعتيادية وعمله اليومي وقلبه أشدّ ثباتاً وإيمانه أقوى فاعلية.

## صفة اعتكاف النبي محمد
كان النبي محمد يعتكف في مسجده في المدينة، وكان هدي النبي محمد  في الاعتكاف أكمل هدي وأيسره.
- اعتكف مرة في العشر الأول ثم الأوسط يلتمس ليلة القدر، ثم تبين له أنها في العشر الأخير فداوم على اعتكاف العشر الأخير حتى لحق بربه عز وجل.
- وترك مرة اعتكاف العشر الأخير فقضاه في شوال فاعتكف العشر الأول منه. رواه البخاري ومسلم.
- كان النبي محمد  يأمر بخباء (على مثل هيئة الخيمة) فيضرب له في المسجد، فيمكث فيه، يخلو فيه عن الناس، ويقبل على ربه ، حتى تتم له الخلوة بصورة واقعية.[21]
- وتقول عنه السيدة عائشة : (وَكَانَ لَا يَدْخُلُ الْبَيْتَ إِلا لِحَاجَةٍ إِذَا كَانَ مُعْتَكِفًا).[22]
- وكان يعتكف في كل رمضان عشرة أيام فلما كان العام الذي قبض فيه اعتكف عشرين يوماً.[23]
- وكان النبي محمد  يحافظ على نظافته فكان يخرج رأسه من المسجد إلى حجرة عائشة فتغسل له رأسه  وتسرحه.
- وكان من هدي النبي محمد  إذا كان معتكفاً ألا يعود مريضاً ولا يشهد جنازة، وذلك من أجل التركيز الكلي لمناجاة الله تعالى، وتحقيق الحكمة من الاعتكاف وهي الانقطاع عن الناس والإقبال على الله .
- وكانت بعض أزواجه تزوره وهو معتكف فلما قامت لتذهب قام معها ليوصلها، وكان ذلك ليلاً.

وخلاصة القول كان اعتكاف النبي محمد  يتسم باليسر وعدم التشدد، وكان وقته كله ذكراً لله وإقبالاً على طاعته التماساً لليلة القدر.

## حكمته
من حكم الاعتكاف: صلاح القلب، واستقامته على طريق سيره إلى الله بلم شعثه بالإقبال على الله، وترك فضول المباحات، وتحقيق الأنس بالله، والاشتغال به وحده؛ والتفكر في تحصيل ما يرضي الله ويقرب إليه من قراءة القرآن، والذكر، والدعاء.

## فوائد الاعتكاف
- تربية النفس على الإخلاص في العبادة، وترك الرياء.
- تربية النفس على تحمل الشدائد، والصبر على الطاعة.
- التربية على التخلص من فضول الكلام والثرثرة، وفضول النوم، وفضول الطعام والشراب، وكثرة الخلطة.
- ترك المعاصي أو التقليل منها.
- إدراك ليلة القدر والتعرض لنفحات الله فيها.

## أركان الاعتكاف
- النية وهي قصد العبادة والتفرغ للطاعة.
- المكث في المسجد.

## شرائط الاعتكاف
وأما شرائط صحته فنوعان: نوع يرجع إلى المعتكف منها: العقل والإسلام والنية والطهارة عن الجنابة والحيض والنفاس، ونوع يرجع إلى المعتكف فيه وهذه شرائط الجواز في نوعي الاعتكاف الواجب والتطوع جميع
والشروط اللتي لا يصح الاعتكاف بدونها هي كما يأتي:
- الأول: العقل.
- الثاني: الإسلام.
- الثالث: نية القربة ابتداءً واستمراراً كسائر العبادات.
والمهم في النية: أن ينوي الاعتكاف في المسجد قربة إلى اللّه تعالى، وليس من الضروري أن يقصد باعتكافه التوفر على مزيد من الدعاء والصلاة وإن كان هذا أفضل وأكمل، غير أنَّ الاعتكاف بذاته عبادة يصح أن يقصد ويتقرّب به إلى اللّه تعالى، فإن انضمّ إلى ذلك التفرّغ للعبادة وممارسة المزيد من الدعاء والصلاة كان نوراً على نور.
ولا بُدَّ من وقوع النية مقارنة للبدء بالاعتكاف، ولا بأس بتبييت النية من الليل لمن أراد الشروع في الاعتكاف فجراً، بنحو يمر عليه الفجر وهو نائم، من دون ضرورة لكونه منتبهاً متيقظاً عند صدور النية منه مقارنة لأول الاعتكاف.
- الرابع: الصيام في الأيام الثلاثة.
فمن لا يصح منه الصوم لا يصح منه الاعتكاف؛ فالمريض والمسافر لا يتأتى لهما أن يعتكفا، إذ لا يصح منهما الصيام. نعم يمكن للمسافر أن يتوصل إلى ذلك بأن ينذر أن يصوم في سفره وحينئذ يسوغ له أن يعتكف ويصوم.
وللمعتكف أن ينوي بالصيام أي صيام مشروع بالنسبة إليه، فيصح له أن ينوي صيام القضاء أو صيام الكفارة، كما يصح له أن يصوم صياماً مستحباً إذا توفرت له الشروط التي يصح معها الصيام المستحب، ومن تلك الشروط أن لا يكون عليه صيام واجب على ما تقدّم، فمن كان عليه قضاء شهر رمضان وأراد أن يعتكف في غير شهر رمضان فعليه أن ينوي بصيامه القضاء الواجب.
وكما يجب أن يكون المعتكف ممن يصح منه الصوم، كذلك يجب أن تكون أيام الاعتكاف مما يصح فيها الصوم، فلا يصح الاعتكاف في عيد الفطر أو عيد الأضحى مثلاً، إذ لا يسوغ الصيام فيهما.
وكلّ ما يفسد الصوم فهو يفسد الاعتكاف ويبطلة، لأنَّ الصوم شرط في صحته والمشروط يبطل ببطلان شرطه.
- الخامس: العدد وأقلّه ثلاثة نهارات تتوسطها ليلتان.
ويسوغ أن يكون أكثر من ذلك، بأن ينوي الاعتكاف من بداية ليلة الجمعة إلى نهار الأحد أو إلى صباح الإثنين، فيكون اعتكافه مكوّناً من ثلاثة نهارات وأربع ليال، أو إلى غروب الإثنين أو أكثر من ذلك.
وليس عند الشافعي زمان مقدر أي أن أقله لحظة، وهو المشهور عن أحمد، وعن أبي حنيفة روايتان: إحداهما يجوز بعض يوم، والثانية لا يجوز أقل من يوم، وهذا مذهب مالك.
- السادس: أن يكون الاعتكاف في مسجد يجتمع فيه النّاس.
ويعتبر مسجداً جامعاً ورئيسياً في البلد. فليس من المعلوم أن يصح الاعتكاف في مسجد صغير جانبي.
ويجب أن يكون المسجد المقصود ممارسة الاعتكاف فيه محدّداً وواحداً، فلا يسوغ الاعتكاف في مسجدين على نحو يمكث في هذا يوماً وفي ذاك يوماً أو يومين، وعليه فإذا اعتكف في مسجد وتعذر البقاء فيه للإتمام والإكمال بطل الاعتكاف من الأساس، ولا يسوغ توزيعه بين مسجدين وإن تقاربا أو تجاورا.
والمسجد يشمل كلّ طوابقه من السطح والسراديب، ولو خصّ المعتكف بنيته زاوية خاصة من المسجد فنوى الاعتكاف في تلك الزاوية بالذات، فلا أثر لهذا القصد، ويسوغ لهذا القاصد أن يمكث ويتنقل في كلّ أجزاء ذلك المسجد.
- السابع: أن لا يخرج المعتكف من مسجده إلاَّ لضرورة شرعية أو عرفية.
فمن الضرورة الشرعية أن يخرج لغسل الجنابة، إذ لا يجوز له أن يمكث في المسجد ويغتسل حتى ولو كان ذلك ممكناً، ومنها الخروج لحضور صلاة الجمعة إذا أقيمت. ومن الضرورة العرفية أن يخرج لقضاء الحاجة أو لعلاج مرض داهمه ونحو ذلك، ولا يشترط لجواز الخروج عند الضرورة عدم إمكان تأديها في المسجد، لذا لو أمكنه إتيان الغسل الواجب من مسّ الميت في المسجد، أو أمكنه استدعاء الطبيب إلى المسجد، جاز له الخروج ـ رغم ذلك ـ والاغتسال في بيته أو التداوي في عيادة الطبيب.
فإذا لم تكن هناك حاجة ضرورية للخروج شرعاً أو عرفاً وخرج متعمداً بطل اعتكافه، وكذا لو خرج لغير ضرورة جهلاً أو نسياناً على الأحوط. ويستثنى من ذلك الأمور التالية:
  - إذا خرج لعيادة مريض أو معالجته فإنه لا يبطل بذلك اعتكافه.
  - إذا خرج لتشييع جنازة وما إليه من تجهيز.
  - إذا أكره على الخروج.

وفي كلّ حالة يسوغ للمعتكف فيها الخروج عليه أن يقتصر في ابتعاده عن المسجد على قدر الحاجة التي سوغت له الخروج، ولا يجلس مهما أمكن، وإذا اضطر إلى الجلوس فلا يجلس في ظلّ، ويتحرى مهما أمكن أقرب الطرق.
- الثامن: أن يترك كلّ ما يجب على المعتكف اجتنابه.
مما يأتي بيانه في التزامات المعتكف، فإذا مارس عامداً شيئاً من تلك الأشياء بطل اعتكافه، بل يبطل مع الإتيان بها جهلاً أو نسياناً على الأحوط وجوباً، وإذا وقع منه هذا النسيان أو الجهل في اليوم الثالث فالأحوط وجوباً إكمال اعتكافه، لاحتمال أن يقبل منه، ثُمَّ يعيده.

## مبطلات الاعتكاف
1. الحيض والنفساء للمرأة، فإن زال العذر تعود مباشرة وتبني على ما سبق.
2. الجماع، يبطل الاعتكاف به ويأثم الزوجان إذا تعمدا ذلك وعليهما التوبة.
3. قطع نية الاعتكاف، لا العزم على الخروج أو التردد فيه، فإذا قطعت نية الاعتكاف ولو أنت في المسجد بطل اعتكافك، لكن لو قلت سأخرج إن شاء الله بعد المغرب لكنك تغير رأيك ولم تخرج هذا لا يبطل الاعتكاف.
4. الخروج من المسجد من غير حاجة، فإن كان لحاجة فلا يبطل الاعتكاف أو كان اشترط من قبل لزيارة مريض مثلاً.
5. الإغماء والجنون يقطع الاعتكاف، فإن أفاق بنى على اعتكافه، وهذا مذهب الجمهور: المالكية،[24] والشافعية،[25] والحنابلة.[26]
6. الردة تفسد الاعتكاف، وهذا باتفاق المذاهب الفقهية الأربعة واستدلوا على ذلك من قول الله تعالى: ﴿وَلَقَدْ أُوحِيَ إِلَيْكَ وَإِلَى الَّذِينَ مِنْ قَبْلِكَ لَئِنْ أَشْرَكْتَ لَيَحْبَطَنَّ عَمَلُكَ وَلَتَكُونَنَّ مِنَ الْخَاسِرِينَ ۝٦٥﴾ [الزمر:65].

## أحكام تخص اعتكاف المرأة
الصحيح أنها سنة لها الاعتكاف كالرجل، لحديث السيدة عائشة: «كان النبي محمد يعتكف العشر الأواخر حتى توفاه الله، ثم اعتكف أزواجه من بعده». ويشترط لاعتكاف المرأة:
- أن يأذن زوجها أو وليها لأنها عبادة مستحبة وليست واجبة.
- أن يكون المسجد مهيئاً من حيث الستر والصون.
- أمن المكان وخصوصاً بالليل.
- ألا يكون في اعتكافها تضييع لحق زوجها وأولادها.
- الطهارة من الحيض والنفاس.

## مؤلفات عن الاعتكاف
ذكر العلماء والمصنفون الاعتكاف في كتب الفقه تحت باب الصيام والاعتكاف، واجتهد الكثير من المتقدمين بوضع المصنفات عن الاعتكاف بشكل مستقل منهم محمد بن ادريس الشافعي‌ وداوود الأصفهاني وأبو عبد الله البصري تحت عنوان‌ كتاب‌ الاعتكاف‌،
ومن المؤلفات الحديثة عن الاعتكاف:
- حاشية الدسوقي على الشرح الكبير مع تقريرات الشيخ عليش الجزء الأول: الطهارة - الاعتكاف 2001م - 1442هـ.
- التسهيل لمعاني مختصر الخليل - المجلد السابع -الطاهر عامر - دار ابن حزم ط1 سنة 1430هـ.
- موسوعة فقه العبادات- اعتكاف – تشمير- علي بن نايف الشحود - 1442هـ.

## الاعتكاف خلال جائحة كورونا
جائحة فيروس كورونا والمعروفة أيضاً باسم جائحة كورونا، هي جائحة عالمية، أعلنت عنها منظمة الصحة العالمية رسميًا في 30 يناير بعد تفشّي المرض في أوائل شهر ديسمبر عام 2019م حيث أن تفشي الفيروس شكل حالة طوارئ صحية عامة على المستوى الدولي.
ينتقل الفيروس بالدرجة الأولى عند المخالطة اللصيقة بين الأفراد، وغالباً عبر الرذاذ والقطيرات التنفسية الناتجة عن السعال أو العطاس أو التحدث. لذلك فرضت كثير من الدول والحكومات إجراءات لمكافحة العدوى من ضمنها تطبيق أساليب التباعد الاجتماعي وذلك من خلال البقاء في المنزل، والحد من السفر، وتجنب الأماكن المزدحمة، وإلقاء التحية دون تماس، وعليه قررت وزارات الأوقاف في العديد من الدول الإسلامية تعليق إقامة صلاة الجمع والجماعات وغلق جميع المساجد والاكتفاء برفع الأذان، ضمن إجراءات احترازية اتخذتها معظم البلاد للحد من انتشار فيروس كورونا، وأصدرت هيئة كبار العلماء السعودية قراراً بتعليق الاعتكاف في الحرمين خلال شهر رمضان لعام 1442هـ/2021م
وعليه ظهرت فتاوى كثيرة بخصوص مشروعية الاعتكاف والمكان الذي يجاز للمسلم الاعتكاف فيه، وطرحت مسألة: هل يجوز الاعتكاف في المنزل كون أن المساجد قد أغلقت والتي تندرج تحت مايسمى فقه الواقع أو فقه النوازل، وأكدت غالبية الفتاوى بأنه لا يُشرعُ الاعتكافُ في المنزل وهو مذهب جماهير العلماء من الحنفية والمالكية والشافعية والحنابلة، لكن أجاز بعض المعاصرين الاعتكاف في مسجد البيت أو المصلى لكون الجائحة لم تترك للمعتكف الخيار وأستندوا بقولهم على ما ذهب إليه بعض المالكية بقولهم جواز الاعتكاف في غير المسجد للرجال، وجواز اعتكاف المرأة في مسجد بيتها عند بعض الحنفية خوفًا عليها من الفتنة، ولكراهة خروجها عندهم إلى المسجد.